# Punkalaidun

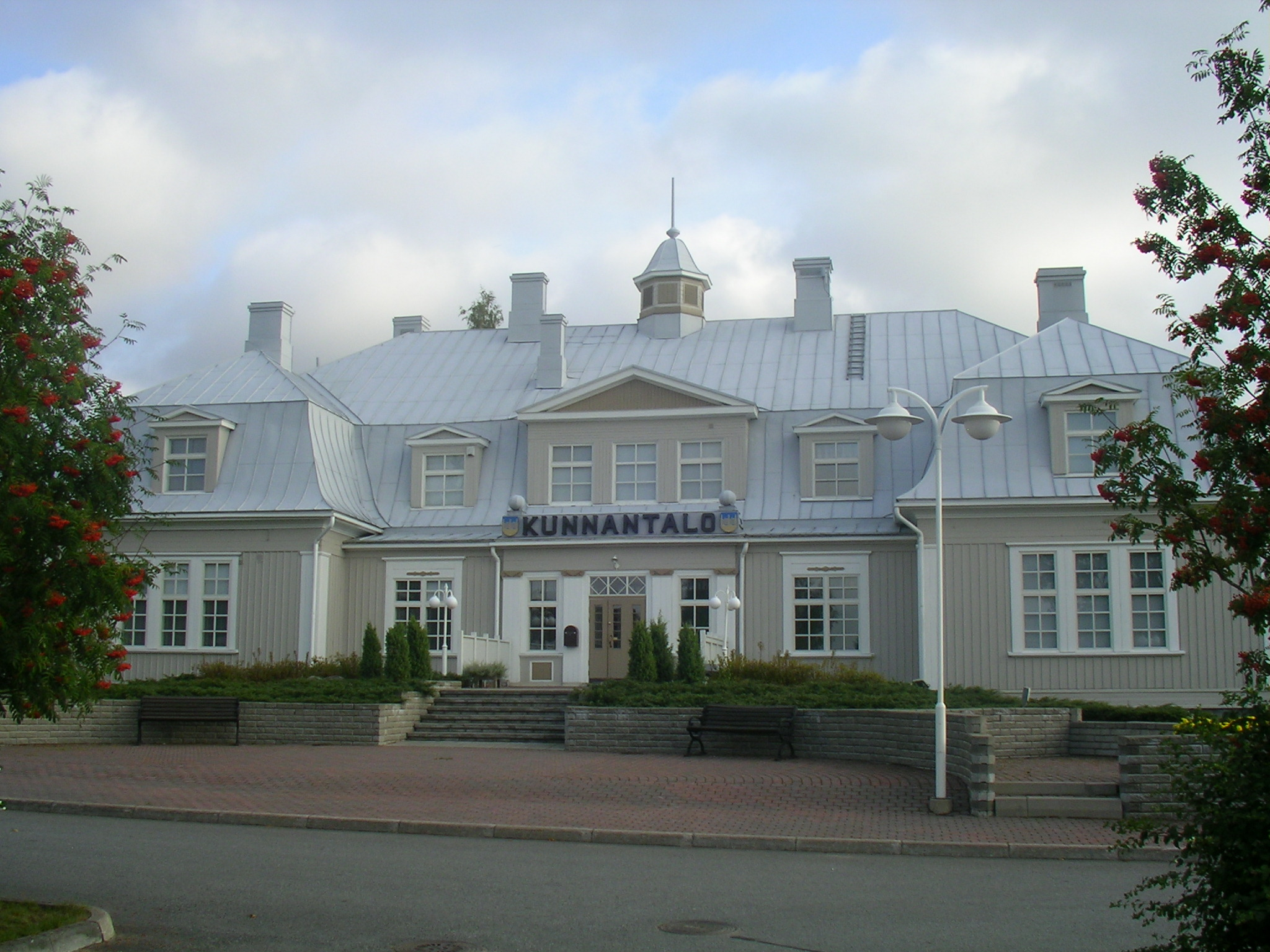
Kommunhuset i Punkalaiduns kyrkoby.

Punkalaidun (föråldrat svenskt namn: Pungalaitio) är en kommun i landskapet Birkaland i Finland. Punkalaidun har 2 721 invånare och har en yta på 364,02 km².
Kommunen har en tätort: centralorten Punkalaiduns kyrkoby.
Punkalaidun är enspråkigt finskt.

## Administrativ historik
1 januari 1994 överfördes ett område med 3 invånare till Urjala kommun. 1 januari 2005 överfördes Punkalaidun från landskapet Satakunta till Birkaland.

## Politik

### Mandatfördelning i Punkalaiduns kommun, valen 1976–2021
| 5 | 5 |  | 10 | 6 |

| 5 | 5 |  | 10 | 6 |

| 4 | 5 | 2 | 10 | 6 |

| 3 | 5 | 2 | 11 | 6 |

| 3 | 6 | 2 | 2 | 10 | 4 |

| 2 | 4 | 1 | 10 | 4 |

| 1 | 4 | 2 | 9 | 5 |

| 1 | 4 | 1 | 9 | 6 |

| 13 | 8 |

| 1 | 4 | 2 | 9 | 5 |

| 17 | 4 |

| 1 | 2 | 6 | 8 | 4 |

| 16 | 5 |

| 1 | 3 | 5 | 7 | 5 |

| 11 | 10 |

| 4 | 4 | 7 | 6 |

| 13 | 8 |

## Befolkningsutveckling
| Befolkningsutvecklingen i Punkalaiduns kommun 1975–2020                                                      | Befolkningsutvecklingen i Punkalaiduns kommun 1975–2020 | Befolkningsutvecklingen i Punkalaiduns kommun 1975–2020 | Befolkningsutvecklingen i Punkalaiduns kommun 1975–2020 | Befolkningsutvecklingen i Punkalaiduns kommun 1975–2020 |
| --- | ------------------------------------------------------- | ------------------------------------------------------- | ------------------------------------------------------- | ------------------------------------------------------- |
| |                                                         |                                                         |                                                         |                                                         |
| År |                                                         |                                                         | Folkmängd                                               |                                                         |
| 1975 | 1975                                                    |                                                         | 4 964                                                   |                                                         |
| 1980 | 1980                                                    |                                                         | 4 606                                                   |                                                         |
| 1985 | 1985                                                    |                                                         | 4 415                                                   |                                                         |
| 1990 | 1990                                                    |                                                         | 4 138                                                   |                                                         |
| 1995 | 1995                                                    |                                                         | 3 931                                                   |                                                         |
| 2000 | 2000                                                    |                                                         | 3 743                                                   |                                                         |
| 2005 | 2005                                                    |                                                         | 3 450                                                   |                                                         |
| 2010 | 2010                                                    |                                                         | 3 281                                                   |                                                         |
| 2015 | 2015                                                    |                                                         | 3 049                                                   |                                                         |
| 2020 | 2020                                                    |                                                         | 2 785                                                   |                                                         |
| Anm: Uppgifterna avser förhållandena den 31 december nämnda år enligt områdesindelningen den 1 januari 2022. |                                                         |                                                         |                                                         |                                                         |